# Pancytopénie
La pancytopénie est un état morbide dans lequel il y a réduction des trois paramètres de l'hémogramme : l'anémie (globules rouges), la thrombopénie (plaquettes) et la leucopénie (globules blancs).

## Circonstances d'apparition
La pancytopénie apparaît en général dans le cas de maladies affectant la moelle osseuse, bien que la destruction périphérique de toutes les lignes de cellules sanguines, dans le cas d'hypersplénisme, soit une autre cause connue. Elle peut également être causée par un déficit en vitamine B12 (anémie pernicieuse par exemple), affectant la synthèse d'ADN de toutes les lignées hématologiques. Les problèmes de moelle osseuse qui provoquent la pancytopénie comprennent la myélofibrose, la leucémie et l'anémie aplasique.

## Conséquences
Le VIH (Virus d'Immunodéficience Humaine) est une cause de plus en plus fréquente de pancytopénie. Exceptionnellement certains médicaments (antibiotiques, colchicine, médicaments pour la tension ou pour le cœur) peuvent la provoquer.
La pancytopénie peut aussi provoquer :
- Pâleur ;
- Fatigue intense ;
- Tachycardie pour l’anémie ;
- Infections à répétitions pouvant aller de la simple angine à la septicémie pour la leucopénie ;
- Hémorragies à répétition localisées ou généralisées pour la thrombopénie.

La pancytopénie comprend :
- une anémie ;
- une leucopénie associée à une neutropénie ;
- une thrombopénie.

## Détection
Les pancytopénies ont une origine soit centrale soit périphérique.
Quelques examens biologiques sont très importantes pour l’orientation initiale :
- La détermination du N° des réticulocytes, presque toujours diminuée dans les pancytopénies d’origine centrale ;
- Étude approfondie du frottis sanguin que contient la recherche de :
  - Blastes : évoqueront une leucémie aiguë ou une myélodysplasie ;
  - Tricholeucocytes ;
  - myélémie ou érythromyélémie : si quelques blastes associés, penser à une splénomégalie myéloïde chronique (SMC), surtout si anisopoïkilocytose en plus, à une irritation médullaire par métastases de tumeurs solides (surtout si érythromyélémie) ;
  - Dacryocytes (ou hématies en larme) = signe de myélofibrose et/ou de splénomégalie et/ou d’anémie très sévère ;
  - Schizocytes : associés à une macrocytose ils sont signe de carence en vit B12 ou en folates, sinon leur présence oriente vers une micro-angiopathie thrombotique.

La pancytopénie exige généralement une biopsie de moelle osseuse (BOM) pour distinguer parmi ses différentes causes.
La ponction médullaire avec myélogramme sera envisagée en fonction de la situation clinique et des résultats de l’hémogramme.